# Eccidio di Procchio
L'eccidio di Procchio è stata una strage nazista avvenuta il 14 ottobre 1943 durante la quale furono giustiziati sommariamente 14 detenuti del carcere di Pianosa.

## Antefatti
L'8 ottobre 1943, sotto l'occupazione tedesca dell'isola d'Elba, 14 detenuti politici del carcere di Pianosa, a seguito di una sommossa avvenuta in occasione della notizia dell'armistizio dell'8 settembre, furono prelevati dal personale carcerario per essere condotti al penitenziario di Portolongone; alcuni di loro erano affetti da tubercolosi.

## L'eccidio
Per cause già all'epoca sconosciute, i detenuti furono dapprima trattenuti dalle guardie penitenziarie di scorta per alcuni giorni in un magazzino di proprietà di Leonetto Spinetti situato a Marina di Campo in Via Roma, all'attuale numero civico 105. Vennero poi condotti al penitenziario di Porto Longone con un camion OM Taurus di Giuseppe Balestrini, ma da lì vennero rimandati indietro a Marina di Campo. Intorno alle 16.00 del 14 ottobre quattro soldati tedeschi, guidati da un ufficiale, prelevarono i 14 detenuti.

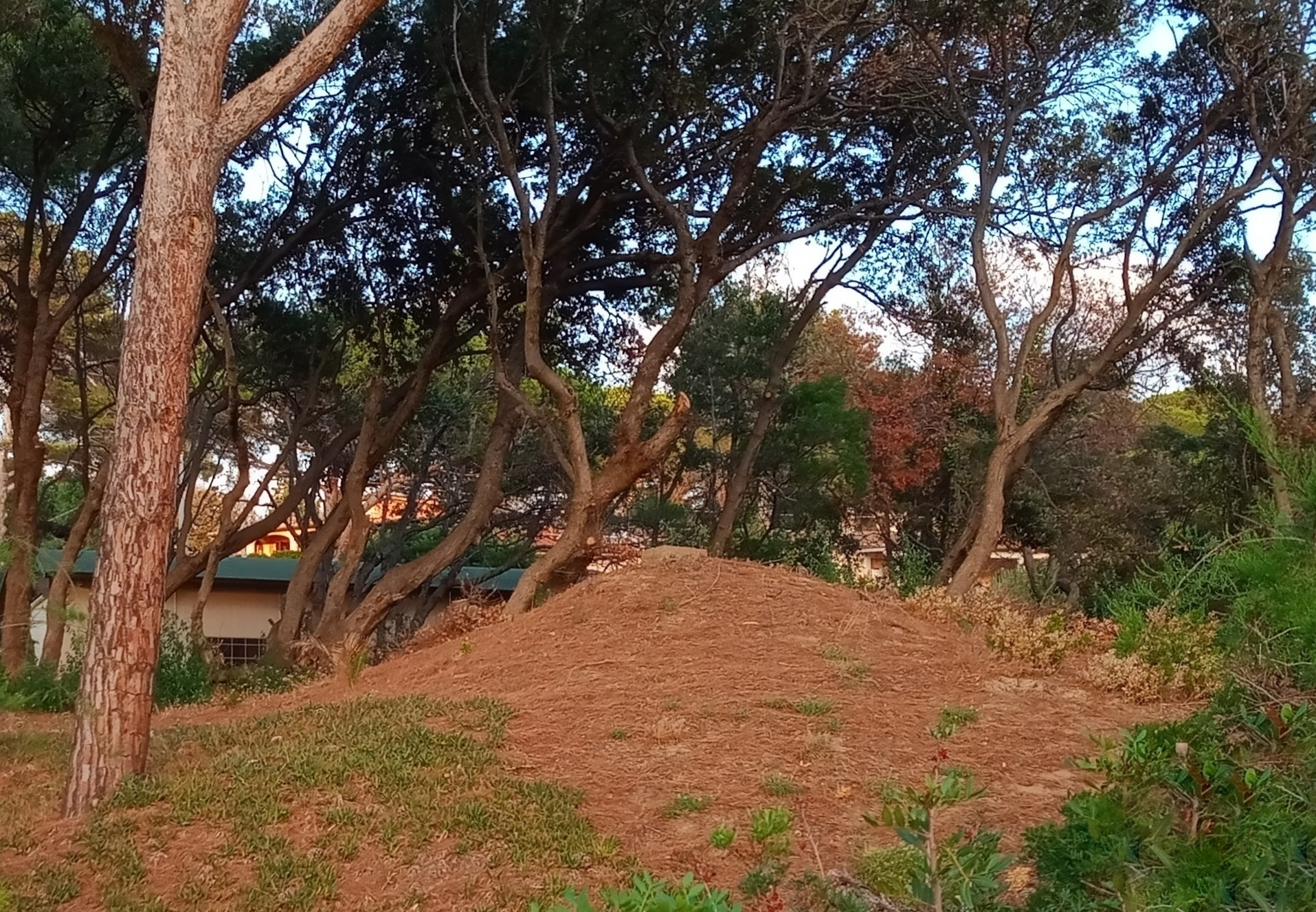
Il luogo dell'eccidio, un tempo segnalato da una piccola croce sommitale in ferro poggiante su un basamento in muratura

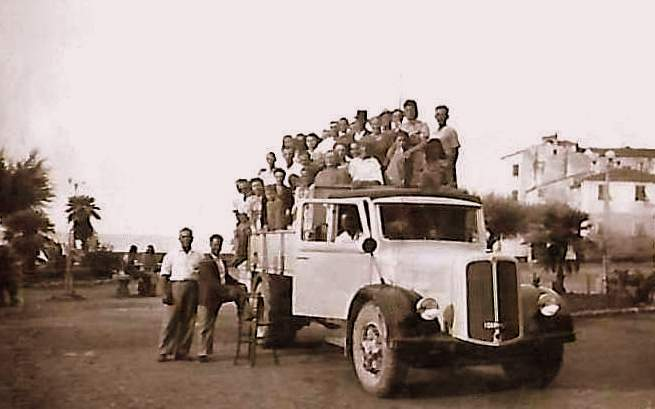
Il camion OM Taurus con cui i detenuti furono trasportati alla fucilazione, fotografato alcuni anni prima a Marciana Marina

Questi furono costretti dai soldati tedeschi a salire sullo stesso camion di Giuseppe Balestrini - alle guardie penitenziarie venne fatto espresso divieto di seguire il convoglio - e condotti alla fucilazione sulla spiaggia di Procchio, nel territorio comunale di Marciana, al termine dell'attuale Via del Mare, dove furono poi sepolti in una fossa comune che era stata scavata nella sabbia dagli stessi condannati, sotto l'inganno di dover soltanto realizzare una trincea. I condannati, prima di essere fucilati, furono obbligati a gridare «Viva il Duce!».
Negli anni successivi le salme furono riesumate e sepolte al cimitero di Livorno.
Attualmente il luogo dell'eccidio ricade in una proprietà privata all'interno del giardino di una villa, al numero civico 34 della Via del Mare.

Nel 1948 Dino Lupi, sindaco di Marciana, scrisse in una nota: 
(Archivio storico di Marciana, anno 1948)

## Le vittime
- Marino Caceffo (Verona, 1887)
- Michele Franchina (Castell'Umberto, 1898)
- Pietro Albanese (Petralia Soprana, 1900)
- Gino Giuseppe Lucca (Firenze, 1900)
- Guido Gaspare Lucca (Firenze, 1903)
- Carmine De Rosa (Quindici, 1903)
- Antonino Giarrizzo (Adrano, 1903)
- Giovanni Capasso (Somma Vesuviana, 1904)
- Luigi Chizzoniti (Radicena, 1904)
- Edoardo Moramarco (Il Cairo, 1904)
- Mario Carlo Beraud (Oulx, 1906)
- Emanuele Fazio (Palermo, 1908)
- Giuseppe Polimeni (Cerosi, 1911)
- Antonino Violante (Rosalì, 1912)